# Aéroport de Guelendjik
L'aéroport de Guelendjik, russe : Аэропорт Геленджик, code IATA : GDZ • code OACI : URKG • Code aéronautique de l'espace russophone : russe : ГДЖ est un aéroport du kraï de Krasnodar, en Russie, situé dans la station balnéaire de Guelendjik. L'aéroport a été ouvert aux passagers le 5 juin 2010. 

## Situation
| \| 50 km1:1 791 000 \| Koursk Abakan Anapa Pskov Arkhangelsk Astrakhan Barnaoul Belgorod Blagoveshchensk Bratsk Grozny Guelendjik Iakoutsk Iékaterinbourg Ijevsk Ioujno-Sakhalinsk Irkoutsk Kaliningrad Kazan Kemerovo Khabarovsk Khanty-Mansiïsk Krasnodar Krasnoïarsk Magadan Magnitogorsk Makhachkala Mineralnye Vody Mirny Moscou · SVO Moscou · DME Moscou-VKO Mourmansk Narian-Mar Nijnekamsk Nijnevartovsk Nijni Novgorod Noïabrsk Alykel Novokouznetsk Novossibirsk Novy Ourengoï Omsk Orenbourg Oufa Oulan-Oude Oulianovsk Perm Petropavlovsk-Kamtchatski Rostov · sur-le-Don Sabetta Saint-Pétersbourg Salekhard Samara Saratov Simferopol Sotchi Sourgout Stavropol Kyzyl Syktyvkar Tcheliabinsk Tchita Tioumen Tomsk Vladivostok Volgograd Voronej |
| 50 km1:1 791 000 |

## Compagnies et destinations
| Compagnies            | Destinations                                                      |
| --------------------- | ----------------------------------------------------------------- |
| Aeroflot              | En saison : Moscou Chérémétiévo                                   |
| IrAero                | En saison : Irkoutsk, Omsk                                        |
| Pobeda                | En saison : Moscou-Vnoukovo                                       |
| Rossiya               | En saison : Saint-Pétersbourg-Poulkovo                            |
| RusLine               | En saison : Saint-Pétersbourg-Poulkovo                            |
| S7 Airlines           | Moscou-Domodédovo                                                 |
| Severstal Air Company | En saison : Tcherepovets (en)                                     |
| Ural Airlines         | En saison : Moscou-Domodédovo, Iékaterinbourg-Koltsovo            |
| Utair                 | En saison : Moscou-Vnoukovo, Sourgout                             |
| UVT Aero              | Moscou-Domodédovo En saison : Tcheliabinsk-Balandino, Kazan, Oufa |
| Yamal Airlines        | En saison : Tioumen-Roshchino                                     |

Édité le 06/09/2020